# کاخ آپادانای تخت جمشید
کاخ آپادانا یا کاخ بار داریوش و خشایارشا یکی از کاخ‌های اندرونی تخت جمشید است. این کاخ مشتمل است بر یک تالار چهارگوش مرکزی با ۳۶ ستون و سه ایوان، در جهت‌های شمال، شرق و غرب (هر یک با ۱۲ ستون) و چهار برج در چهار گوشه بیرونی تالار و یک رشته اتاق نگهبانی که در جنوب آن قرار دارند. بنای کاخ آپادانا به دست داریوش بزرگ آغاز شد و در زمان خشایارشا تکمیل گردید. سطح این کاخ به حدود سه متر از کف حیاط آپادانا و کف دروازه همه کشورها بلندتر ساخته شده‌است.

## طرح بنا
کاخ آپادانای تخت‌جمشید در بیشتر قسمت‌ها متکی بر سنگ تنه کوه‌است. برای رفتن به درون این کاخ دو پلکان دو طرفی، یکی در سمت شمال چسبیده به ایوان شمالی و یکی در سمت مشرق و متصل به ایوان شرقی درست کرده‌اند. دیوارهای این پلکان‌ها و پیش بست‌شان مزین به نقوش و کتیبه‌های باشکوهی است. از ۷۲ ستونی که روزی سقف آپادانا و ایوان‌هایش را برپا می‌داشته‌اند، امروز تنها ۱۴ عدد برپا است که یکی از آن‌ها (در شمال شرقی ایوان شرق) بازسازی شده‌است. اما بنا بر روایات گردشگران اروپایی و نگاره‌هایی که از تخت‌جمشید کشیده‌اند می‌توان استنباط کرد که در سال ۱۶۱۹ (میلادی) هنوز ۲۰ ستون برپا بوده‌است و این تعداد در سال‌های ۱۶۲۷ (میلادی) به ۱۹، در ۱۶۷۷ (میلادی) به ۱۸، در ۱۶۹۴ (میلادی) به ۱۷، در ۱۷۸۷ (میلادی) به ۱۵ و در سال ۱۸۴۱ (میلادی) به ۱۳ عدد کاهش یافته که از آن تاریخ به بعد، دیگر ستونی فرو نیفتاده‌است.

## تالار مرکزی آپادانا
بنا بر نظرات باستان‌شناسان و گردشگران بزرگترین و با شکوه‌ترین کاخ داریوش آپادانا بوده‌است که بنایش در حدود ۵۱۵ پیش از میلاد آغاز شد و تکمیل آن سی سال به طول انجامید، تالار مرکزی آپادانا مربع شکل (۵٫۶۰ متر در ۵٫۶۰) است و ۶ ردیف ستون ۶ تایی سقف آن را با بلندایی بیش از ۲۰ متر نگهداری می‌کرده‌است. مجموع ستون‌های سه ایوان آپادانا ۳۶ به علاوه ستون‌های تالار ۷۲ عدد بوده و همین وضع در کاخ آپادانای داریوش در شوش هم یافته شده‌است. بزرگی تالار مرکزی آپادانا آن مقدار بوده‌است که گنجایش پذیرایی از ۱۰٫۰۰۰ میهمان را داشته باشد. ستون‌های تالار مرکزی آپادانا در بلندا و طرح درست مانند ستون‌های ایوان شمالی است، یعنی هر ستون مرکب است از سرستون گاو دوسر و گل و بوته زیر آن و ساقه استوانه‌ایی شیاردار و فقط شکل زیر ستون آن‌ها با هم فرق دارد، یعنی به جای اینکه زنگوله‌ایی باشد، متشکل از دو قطعه سنگ مکعبی شکل است، که سنگ کوچکتر برفراز سنگ بزرگ‌تر (جمعاً به ارتفاع ۱۵۵ سانتی‌متر) استوار شده‌است و خود، زیر شالی چرخ مانند نصب شده‌است. سقف وسیع و سنگین تالار بر روی الوارهای سنگین، از چوب سدر یا سرو، استوار بوده و برای آنکه باران، بام را خراب نکند، درون دیوارهای خشتی، راه‌آب‌های قائم با آجر و ملاط قیر ساخته‌اند که آب باران را به مجاری زیرزمینی، که از زیر آپادانا می‌گذشته، می‌رسانیده‌است. دیوارهای تالار مرکزی آپادانا همه به پهنای ۳۲٫۵ متر و از خشت خام بوده‌است. خشت‌ها را به اندازه ۳۳ در ۳۳ و با ضخامت ۱۳ سانتی‌متر ساخته و با ملاط گل و آهک بهم چسبانیده‌اند، روی دیوارها لایه‌ایی از گل و گچ، به پهنای ۵ سانتی‌متر و روی آن را با لایه‌ایی از گچ سبز خاکستری رنگ پوشانده‌اند. رنگ دیوارهای کاخ‌ها در همه جا چنین بوده و در همه قسمت‌های آپادانا کف را با ملاط گچ و گل، به ضخامت ۳ تا ۵ سانتی‌متر اندوده و روی آن را با فرشی از گچ سبز خاکستری پوشانده بوده‌اند که آثار آن به دست آمده‌است. دو درگاه قرینه، تالار مرکزی آپادانا به ایوان‌های غربی و شرقی می‌پیوسته‌است. دیوارهای این قسمت از خشت و آجر بوده‌اند. کف درگاه‌های دوگانه‌ایی که در دیوار شمالی قرار داشته ورودی‌های اصلی کاخ محسوب می‌شده‌اند و قسمتی از دیوارهایشان از سنگ بوده‌است. در اینجا اثری از نقوش برجسته نیافته‌اند. درها را که در حدود ۱۵ متر بلندی داشته، به احتمال زیاد به صورت دو لنگه و مجهز به درهای کوچک‌تر می‌ساخته‌اند. جنس آن‌ها احتمالاً از چوب سرو یا سدر بوده و روی‌شان را روکشی از زر می‌پوشانده‌است.

## کتیبه‌های پی‌بنای کاخ آپادانا تخت جمشید
در فروردین سال ۱۳۲۰ خ یک قطعه از چنین روکشی را هنگام کوتاه کردن دیوارهای خشتی باستانی در ناحیه اتاق‌های جنوبی قصر آپادانا در میان دیوار یافته‌اند که اندازه آن ۱۲ در ۳۱ سانتی‌متر است و ۲۸۹ گرم وزن دارد و رویش سه گاو بال‌دار، قلمزنی شده‌است و سوراخ‌هایی بر روی آن تعبیه شده که جای میخ‌هایی را که با آن به در وصلش می‌کرده‌اند نشان می‌دهد. دوتا از این گونه میخ‌ها از جنس طلا و به همراه صفحه بود. در سوی جنوب تالار مرکزی آپادانا، دو درگاه قرینه درگاه‌های شمالی به دهلیزی باز می‌شد که به انبارها و یک حیاط رواق‌دار می‌رسید. نور درون تالار بزرگ مرکزی از طریق دریچه‌های بزرگی که در دیوارهای شرقی و غربی (هر یک ۶ عدد) و دیوار شمالی (۵ عدد) تعبیه کرده بودند، تأمین می‌شد دیوار جنوبی پنج تا طاقچه بزرگ داشت.
ساختمان این کاخ کار از دید داریوش بزرگ کاری سترگ و ماندنی بود و به همین سبب او فرمان داد تا نام و نشان خود و ایران (ایرانشهر) را بر چهار خشت زرین و چهار خشت سیمین هریک به طول و عرض ۳۳ سانتی‌نتر و پهنای ۱۵ میلی‌متر به سه زبان و خط پارسی باستان، بابلی وایلامی نقر کردند و چهار جعبه سنگی که هر کدام ۴۵ سانتی‌متر طول و عرض و ۱۵ سانتی‌متر بلندی داشت ساختند و در هر جعبه، یک لوح زرین و یک لوح سیمین به همراه چند سکه، از نوع سکه‌های ایونیه و لودیه و یونان، که در آن روزگار رواج داشت (در ۵۱۵ پیش از میلاد، هنوز سکه‌های داریوش، موسم به داریک، یا داریوشی ضرب نشده بود) قرار دادند و در چهار گوشه تالار مرکزی آپادانا، زیر پی دیوار آپادانا، با تخته سنگ‌هایی سنگین مدفون ساختند. دو تا از این جعبه‌ها و گنجینه‌هایشان را در طول روزگار به تاراج برده‌اند و جای خالی یکی از آن‌ها در گوشه شمال غربی آپادانا در دل سنگ کوه، آشکار مانده بود. فردریک کرفتر در سال ۱۳۱۳ خ. به بررسی این‌جای خالی پرداخت و نتیجه گرفت که باید در سه گوشه آن نیز نمونه آن یافت شود. پس از حفاری گوشه‌ها و در گوشه شمال شرقی و جنوب شرقی جعبه‌ها و گنجینه درون آن‌ها را یافتند و به تهران فرستادند. اکنون یک جفت از لوحه‌ها در موزه ملی ایران نگهداری می‌شود. روی هر یک از این چهار لوحه، متنی به سه زبان فاسی باستان(۱۰ سطر)، ایلامی (۷ سطر) و بابلی (۸ سطر) به خط میخی کنده‌اند. متن همه کتیبه‌های دوازده‌گانه، یکسان و ترجمه آن چنین است:
داریوش شاه بزرگ، شاه شاهان، شاه کشورها، پسر ویشتاسپه از تخمة‍ هخامنشی. داریوش شاه گوید: این است کشوری که من دارم. از جایگاه سکاهایی که آنسوی سغد تا برسد به حبشه، از هندوستان تا برسد به لودیه، آن را اهورامزدا، مهست خدایان، به من بخشیدا است. اهورامزدا مرا و این خاندان شاهیم را بپایاد!

## نگارخانه

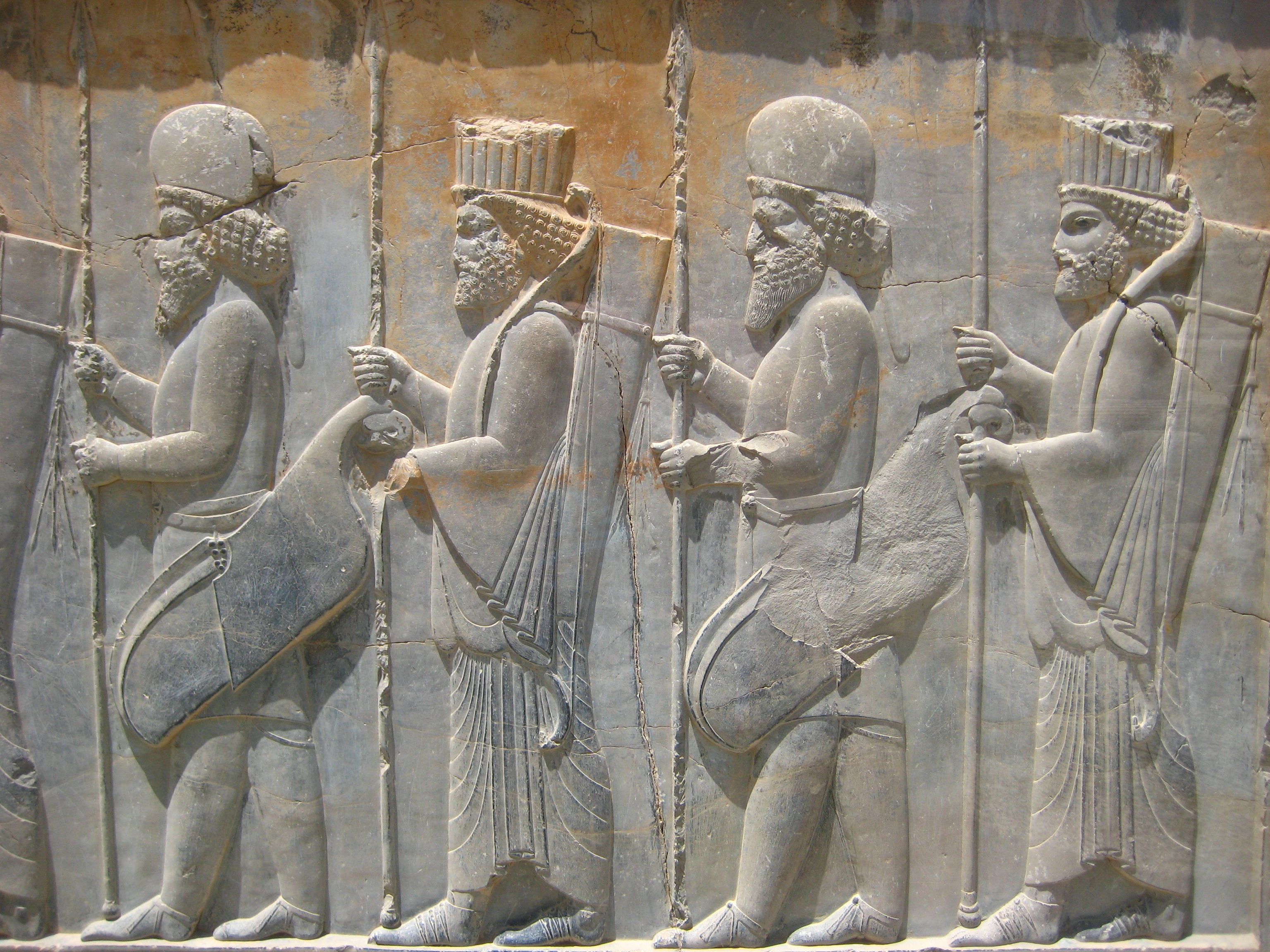
سنگ‌نگاره هدیه‌آوران لودیه‌ای که در حال حمل پیشکش‌های خود برای پادشاه هخامنشی هستند. این سنگ‌نگاره در یکی از پلکان‌های کاخ آپادانای تخت جمشید سنگ‌تراشی شده‌است.
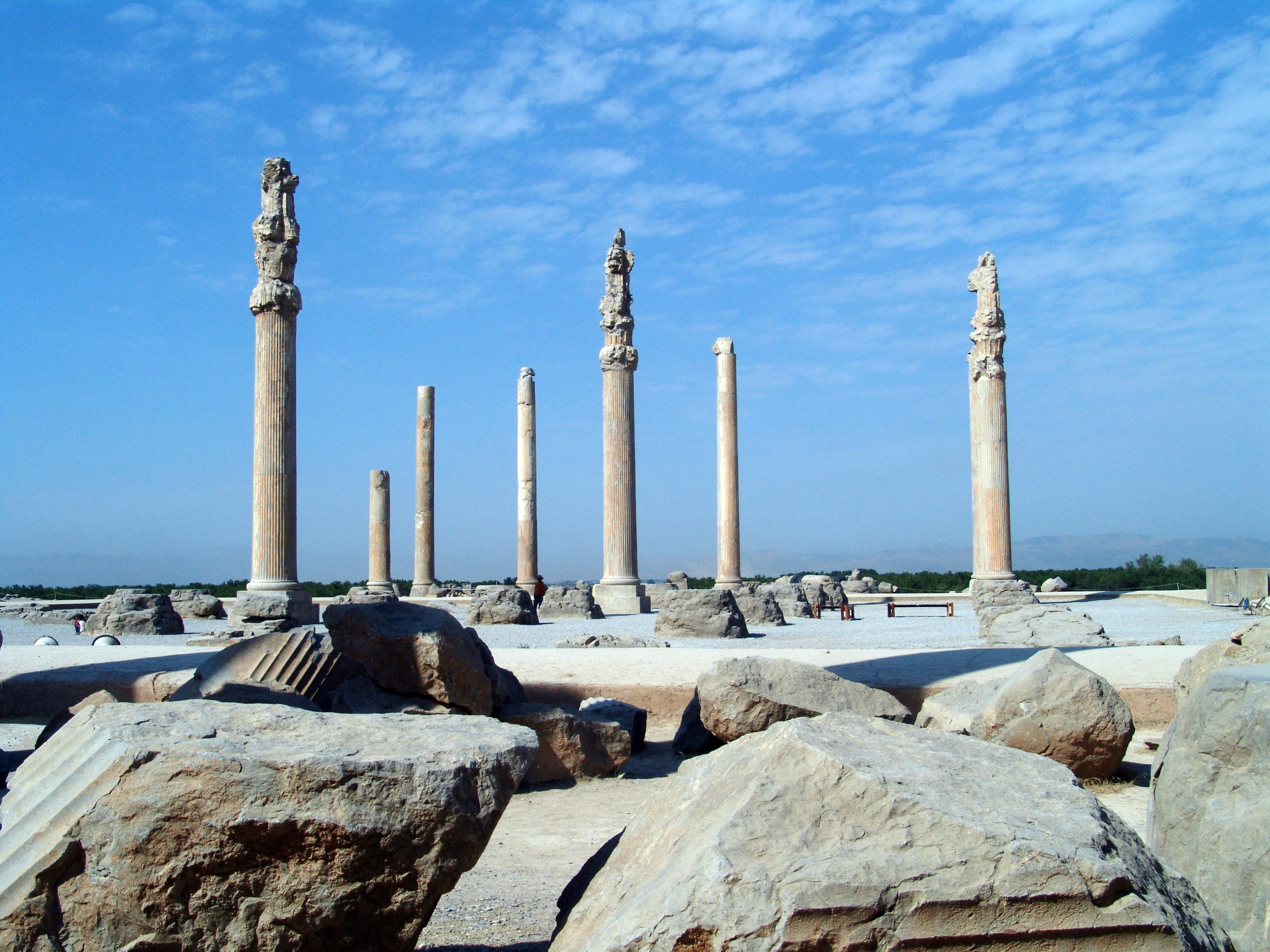
باقیماندهٔ ستون‌های کاخ آپادانا
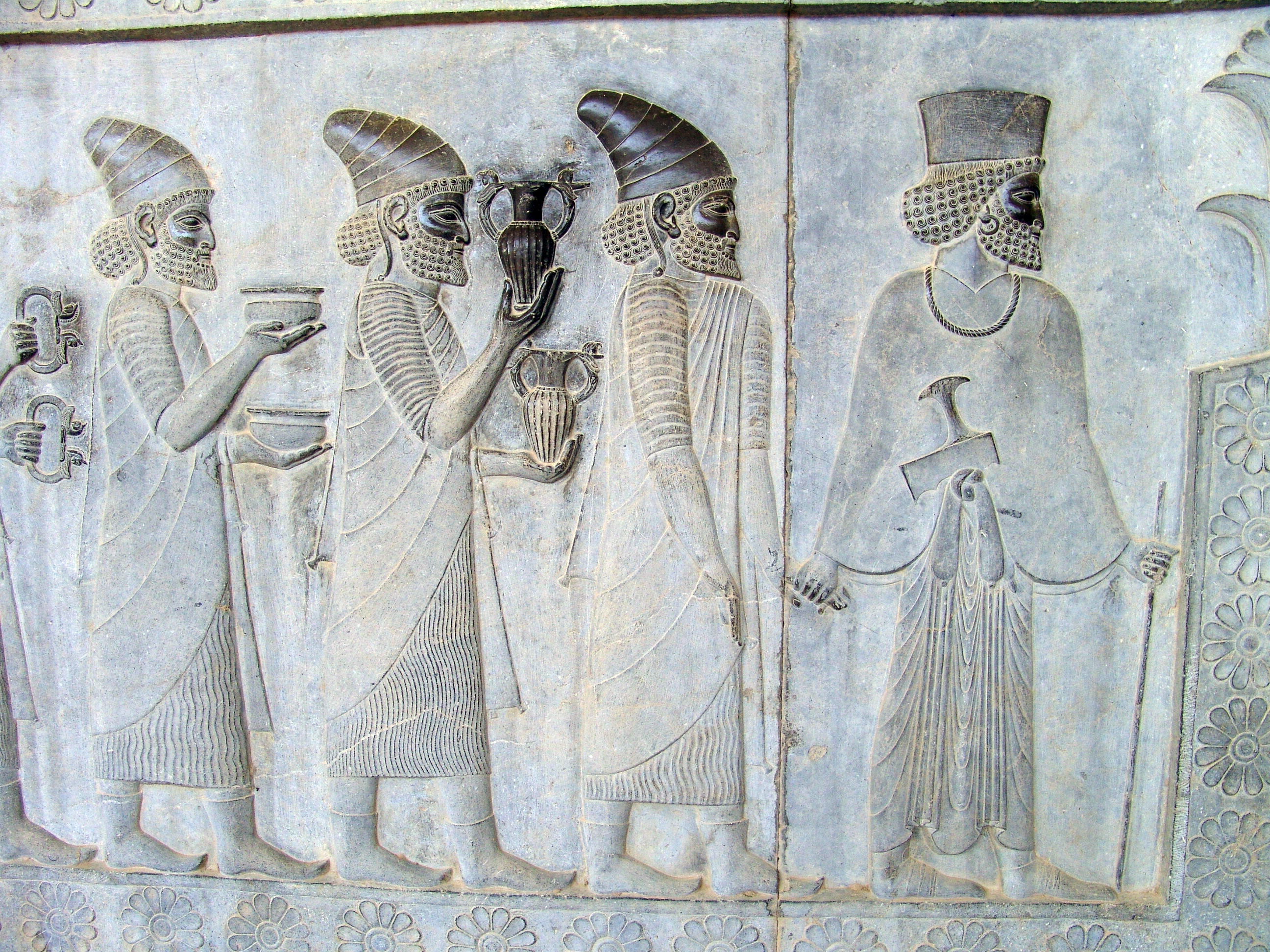
هیئت‌های نمایندگی در پلکان شرقی آپادانا
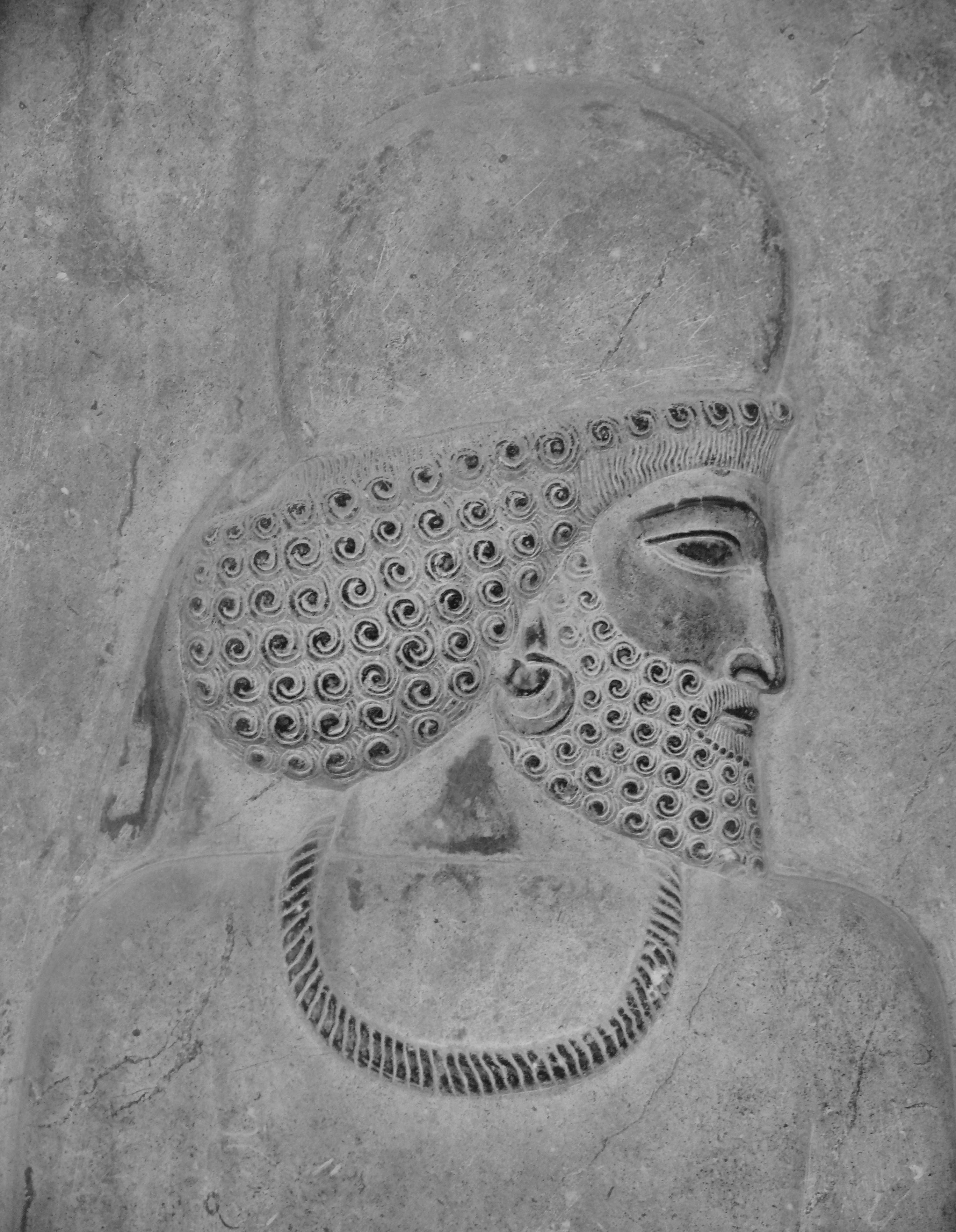
مردی از ماد در کاخ آپادانای تخت جمشید
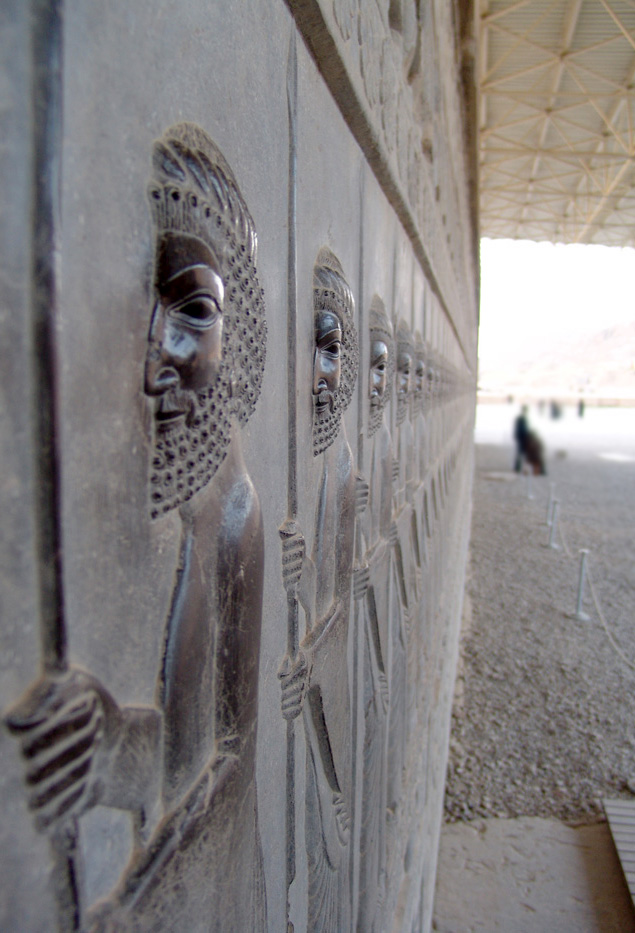
سربازان جاویدان در پلکان شرقی آپادانا